# Кадзухіко Нісідзіма
Кадзухі́ко Нісідзі́ма  (яп. 西島 和彦 Нісідзіма Кадзухіко)  (англ. Kazuhiko Nishijima; 4 жовтня 1926, Цучіура, префектура Ібаракі, Японія — 15 лютого 2009, Токіо, Японія) — японський фізик-теоретик, працював у галузі теорії слабкої взаємодії. Співавтор формули Гелл-Мана — Нісідзіми. Увів квантове число дивність і відкрив закон збереження дивності в електромагнітній і сильній взаємодіях (1953, разом із Т. Накано, незалежно від М. Гелл-Мана). Передбачив існування мюонного нейтрино (1957). Член Японської академії наук, іноземний член Академії наук СССР.

## Життєпис
Навчався в Токійському університеті, який закінчив 1948 року.
- Осакський муніципальний університет[en] (1950—1959)
- Інститут фізики Товариства Макса Планка, Геттінген, ФРН (1956—1957)
- Інститут перспективних досліджень, Прінстон, США (1957—1958)
- Іллінойський університет, США (1959—1967), на посаді професора.
- Токійський університет, Японія, від 1967 року.

Помер 15 лютого 2009 від гострої лімфатичної лейкемії, після тривалої хвороби.

## Нагороди і премії
- Меморіальна премія Нісіни[ja] (1955)
- Премія Японської академії наук[en] (1964)
- Грант Ґуґґенхайма (1965)
- Toray Science and Technology Prize[ru] (1969)
- Заслужений діяч культури[en] (1993)
- Орден Культури[en] (2003)